# Hansabank

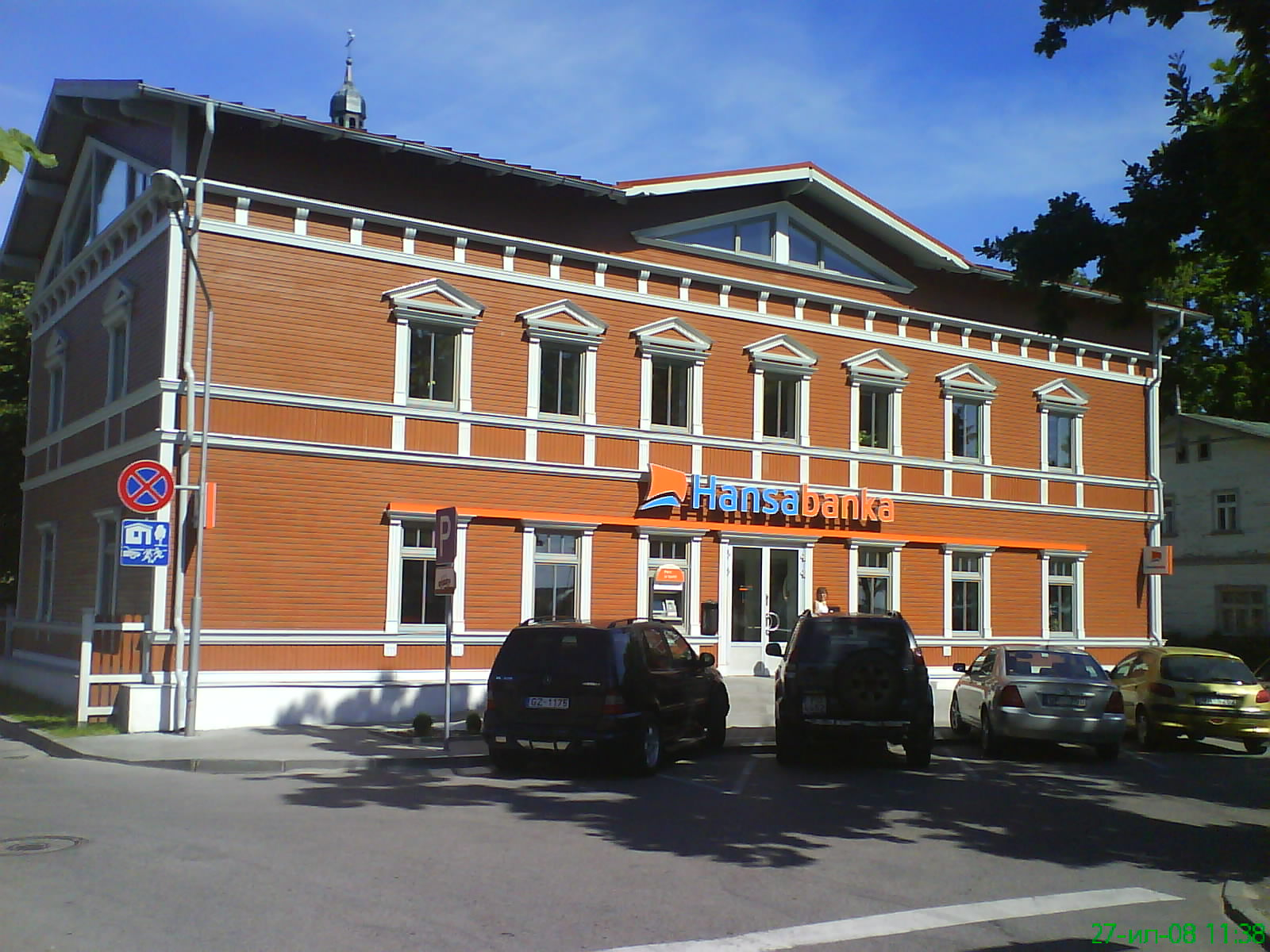
Hansabanka in Jūrmala, Lettland

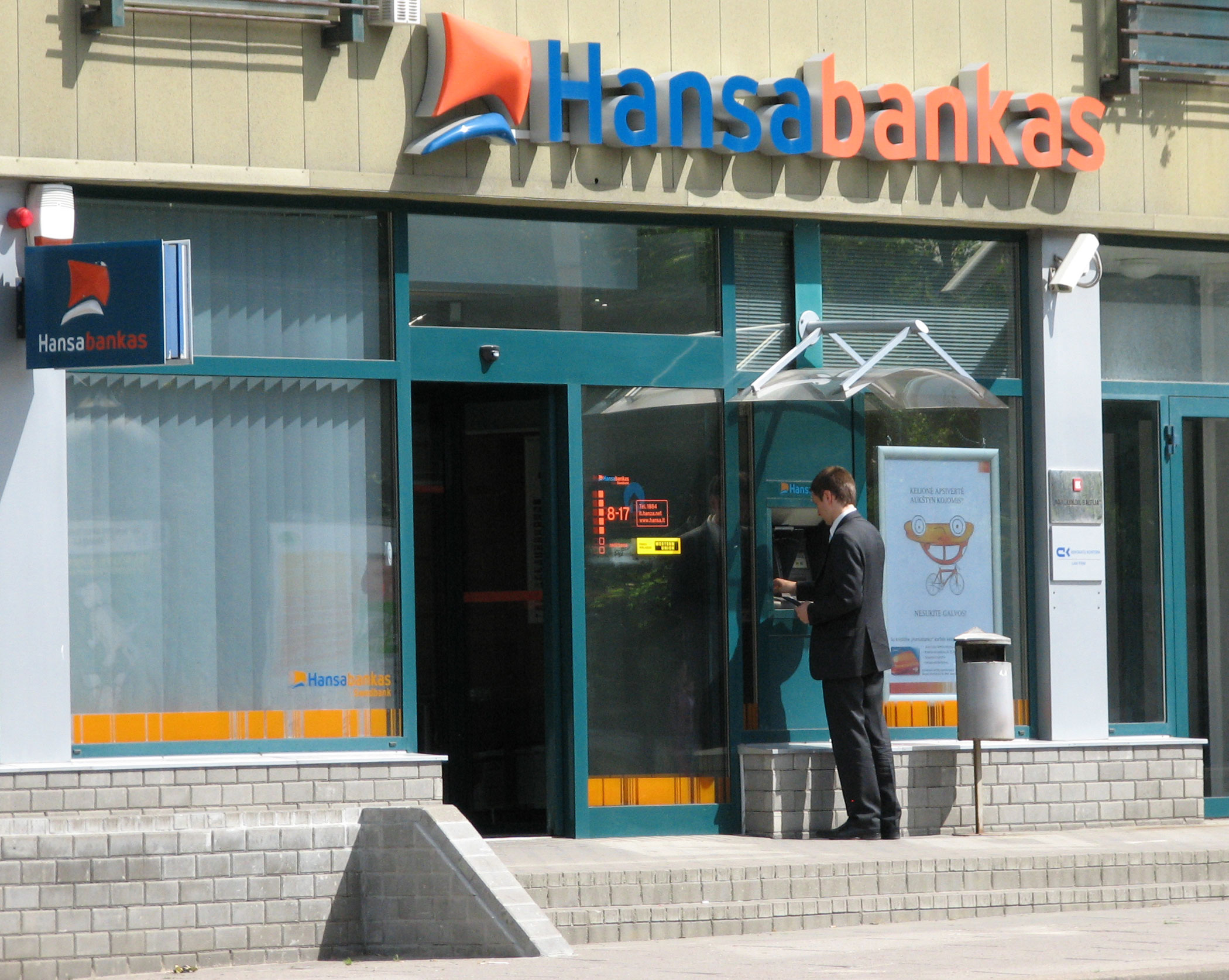
Hansabankas in Vilnius, Litauen

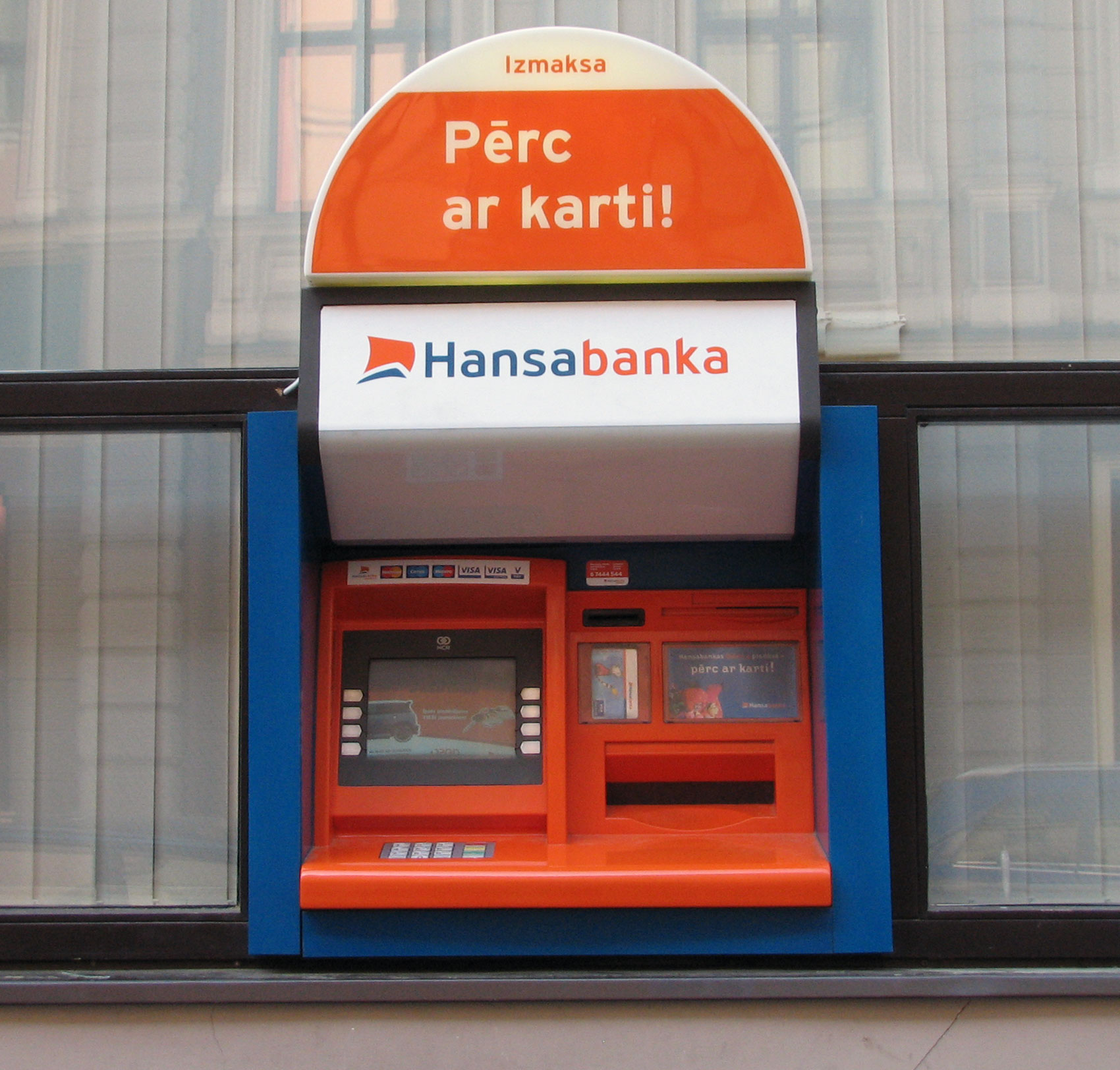
Hansabanka-Geldautomat in Riga

Die Hansabank (estnisch Hansapank) war das größte Kreditinstitut im Baltikum. Ihr Eigenkapital betrug 1,411 Mrd. Euro (Stand: 31. Dezember 2006); die Bilanzsumme betrug 19,392 Mrd. Euro (Stand: 31. Dezember 2006). Sie beschäftigte zum 31. Dezember 2006 8442 Mitarbeiter. Neben Filialen in Estland, Lettland und Litauen bestehen einige in Russland, vor allem in der Region Kaliningrad, in Moskau und Sankt Petersburg. Der Inhaber war FöreningsSparbanken/Swedbank, eine schwedische Bank.

## Geschichte
Die Bank entstand als Ausgründung der Tartu Kommertspank (Kommerzbank Tartu) 1991. Offiziell begann man die Tätigkeit am 10. Januar 1992. Hansabank Group war eine der größten baltischen Bankgruppen neben der schwedischen SEB mit ihren Tochtergesellschaften SEB Eesti Ühispank, SEB Unibanka und SEB Vilniaus bankas. Ab 2005 war die Hansabank vollständig im Besitz der Swedbank. Vom September bis zum Oktober 2008 wurde das Erscheinungsbild der Hansabank dem der „Swedbank“ angepasst.

## Struktur
Hansabank besaß die Tochterunternehmen: Hansapank (Estland), Hansabanka (Lettland), Hansabankas (Litauen), Hansabank (Russland) und andere.
| Tochterunternehmen    | Tätigkeit                                                                                           |
| --------------------- | --------------------------------------------------------------------------------------------------- |
| Hansabank Estland     | Retail banking, Corporate banking, Asset management, Investment management, Leasing (hire-purchase) |
| Hansabanka (Lettland) | Retail banking, Corporate banking, Asset management, Financial markets, Leasing (hire-purchase)     |
| Hansabankas (Litauen) | Retail banking, Corporate banking, Asset management, Leasing (hire-purchase)                        |
| Russland              | Trade financing, Asset management                                                                   |